# 2978
2978 (số La Mã: MMCMLXXVIII). Trong lịch Gregory, năm đó là năm thứ 2978 của Anno Domini; năm thứ 978 của thiên niên kỷ thứ 3; năm thứ 78 của thế kỷ 30 và là năm thứ 8 của thập kỷ 2970.